# Villemoisson-sur-Orge
Villemoisson-sur-Orge  [vilmwasɔ̃ syʁ ɔʁʒ] je francouzská obec v departementu Essonne v regionu Île-de-France.

## Poloha
Obec Villemoisson-sur-Orge se nachází asi 21 km jihozápadně od Paříže. Obklopují ji obce Épinay-sur-Orge na severozápadě. a na severu, Savigny-sur-Orge na severovýchodě, Morsang-sur-Orge na východě a jihovýchodě a Sainte-Geneviève-des-Bois od jihu na západ.

## Vývoj počtu obyvatel
Počet obyvatel

## Partnerská města
- Bad Schwartau (Německo)
- Saint-Émile (Kanada)